# تد هارپر
تد هارپر (به انگلیسی: Ted Harper) زادهٔ ۲۲ اوت ۱۹۰۱ بازیکن فوتبال اهل انگلستان بود که سابقهٔ بازی در تیم ملی فوتبال انگلستان را در کارنامهٔ خود دارد. وی در تاریخ ۱۷ آوریل ۱۹۲۶ تنها بازی ملی خود را در مقابل تیم ملی فوتبال اسکاتلند انجام داد.